# Japan Asia Airways

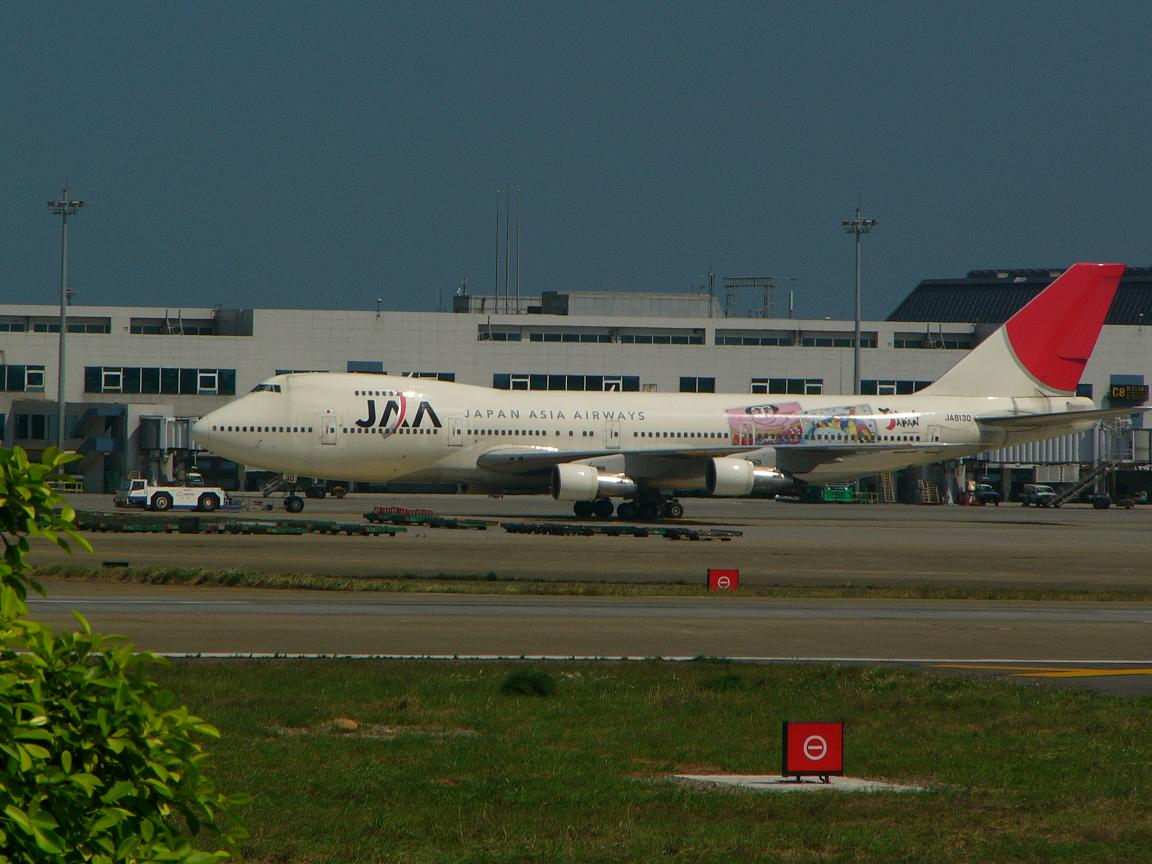

Japan Asia Airways – japońska linia lotnicza z siedzibą w Tokio. Należała od linii lotniczych Japan Airlines.